# 이시하라 타츠야
이시하라 타츠야(일본어: 石原 立也, 1966년 7월 31일 ~ )는 일본 교토 애니메이션 소속의 애니메이션 감독이자 연출가이다.
활동 초창기에는 원화와 동화를 담당하였으나, 1992년 도라에몽에서의 연출을 계기로 이후로는 연출가로 활동하기 시작했다. 2003년까지 하청 작업만 해왔던 교토 애니메이션 특성상 감독을 맡는 일은 없었으나, 2005년의 AIR에서 처음으로 감독을 맡아 높은 작화 퀄리티와 연출로 시청자로부터 호평을 받았다. 이후 2006년 봄에는 스즈미야 하루히의 우울 (애니메이션)의 감독을 맡았으며, 겨울에는 교토 애니메이션이 리메이크 제작한 카논의 감독을 맡았다. 2007년 가을 클라나드 TV 애니메이션의 감독을 맡았고, 2008년 가을 후속작품인 클라나드 애프터 스토리의 감독을 맡았다.2009년 여름에는 스즈미야 하루히의 우울 2기의 감독을 맡았다.
미소녀 게임 제작사인 Key의 열성 팬으로도 알려져 있으며, 실제 Key의 대표작이라 일컫는 카논, 에어, 클라나드를 모두 애니메이션화하였다.

## 참가 작품

### 애니메이션
- 미스터 아짓코 (1987년)
- 맛의 달인 (1988년)
- 친푸이 (1989년)
- 에도소년 갓텐타쿠미(江戸っ子ボーイ がってん太助, 1990년)
- 21에몬 (1991년)
- 크레용 신짱 (1992년)
- 도라에몽 (1992년)
- 패왕대계 루나이트 (1994년)
- 환상게임 (1995년)
- 아기와 나 (1996년)
- 천지무용 (1997년)
- Hyper Police (1997년)
- 포켓몬스터 (1997년)
- 마법의 스테이지 팬시라라 (1998년)
- 천사가 될 거야 (1999년)
- 파워스톤 (1999년)
- 이누야샤 (2000년)
- OH!スーパーミルクチャン (2000년)
- 아따맘마 (2003년)
- 풀 메탈 패닉! 후못후 (2003년)
- AIR (2005년)
- 스즈미야 하루히의 우울 (2006년)
- Kanon (2006년)
- 러키☆스타 (2007년)
- 클라나드 (2007년)
- 클라나드 ~After Story~ (2008년)
- 케이온! (2009년)
- 스즈미야 하루히의 우울 2기 (2009년)
- 케이온! 2기 (2010년)
- 스즈미야 하루히의 소실 (2010년)
- 일상 (만화) (2011년)
- 중2병이라도 사랑이 하고 싶어! (2012년)
- 타마코 마켓 (2013년)
- 울려라! 유포니엄 (2015년)
- 무채한의 팬텀월드 (2016년)
- 울려라! 유포니엄2 (2016년)

### 그 외
- 크레용 신짱 액션가면 VS 하이그레 마왕 (1993년)
- 우메보시 덴카 우주의 끝으로부터 판파로판! (1994년)
- 야마토 타게루 ~After War~ (1995년)
- 오렌지 로드 ~그리고, 그 여름의 시작~ (1996년)
- 사쿠라 대전 앵화현란 (1997년)
- Dancing Blade 제멋대로 복숭아 천사! (1998년)
- Dancing Blade 제멋대로 복숭아 천사! 2 ~Tears of Eden~ (1999년)
- 도라에몽 로봇왕국 (2002년)
- 중2병이라도 사랑이 하고싶어! 극장판